# Maciej Aleksy Dawidowski

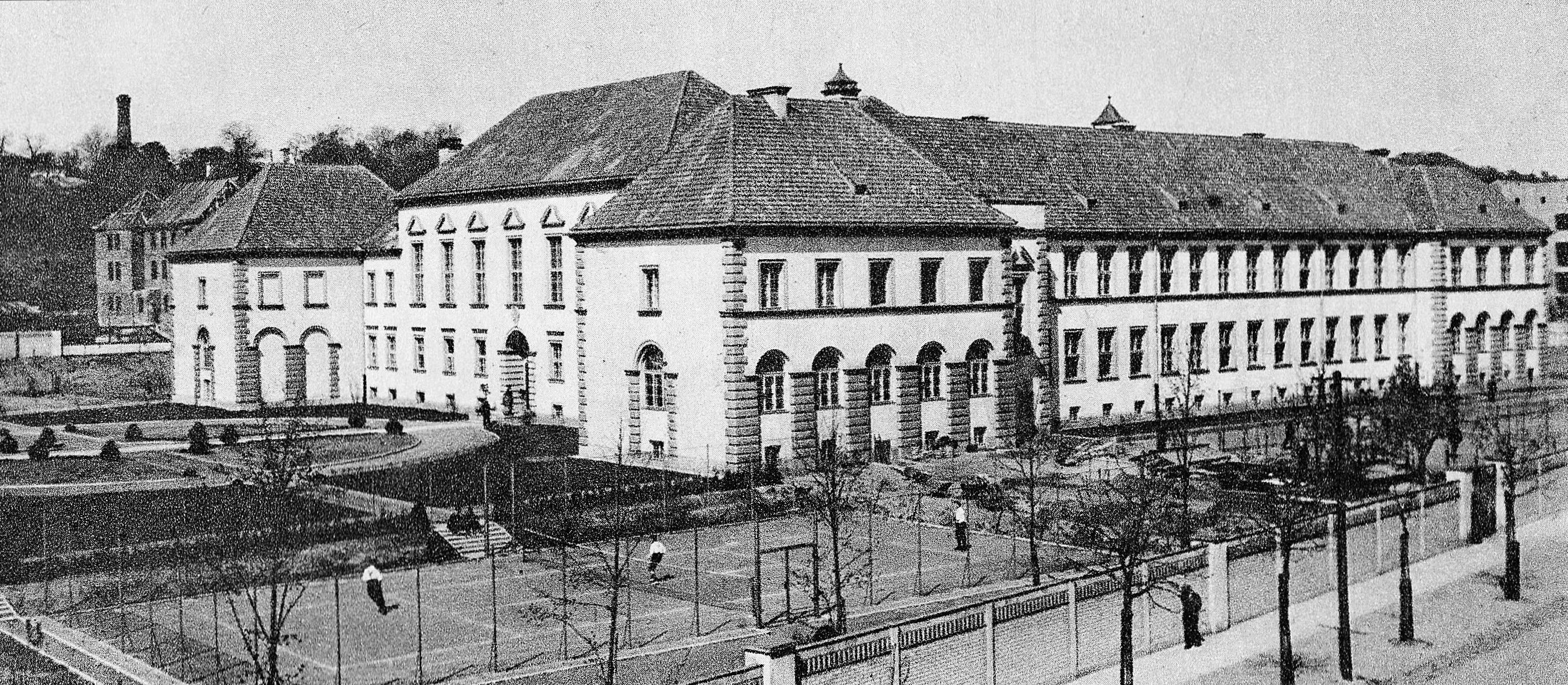
Państwowe Gimnazjum im. Stefana Batorego w Warszawie, które w 1939 ukończył Maciej Aleksy Dawidowski

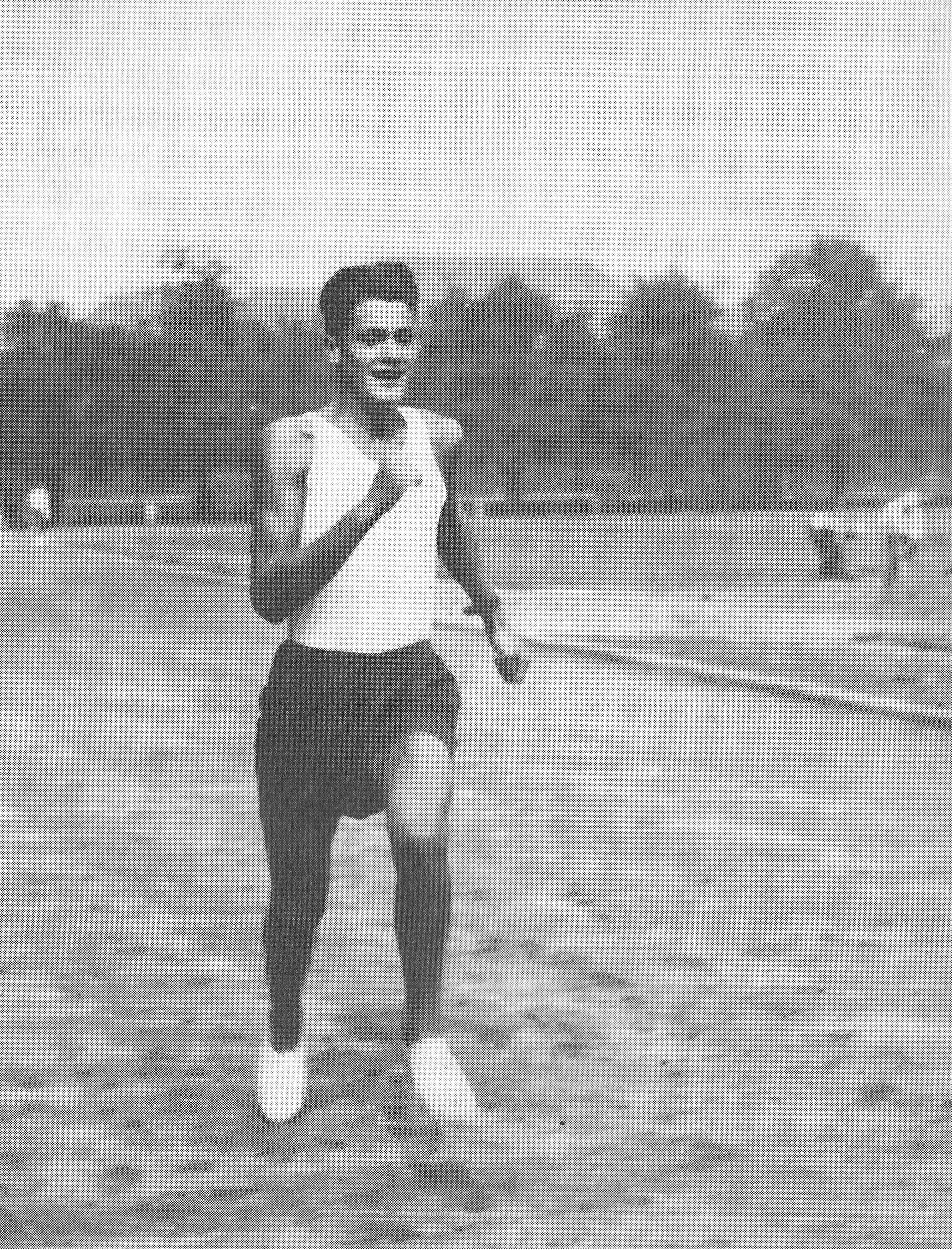
Wyróżniał się dużą sprawnością fizyczną, brał udział w zawodach lekkoatletycznych

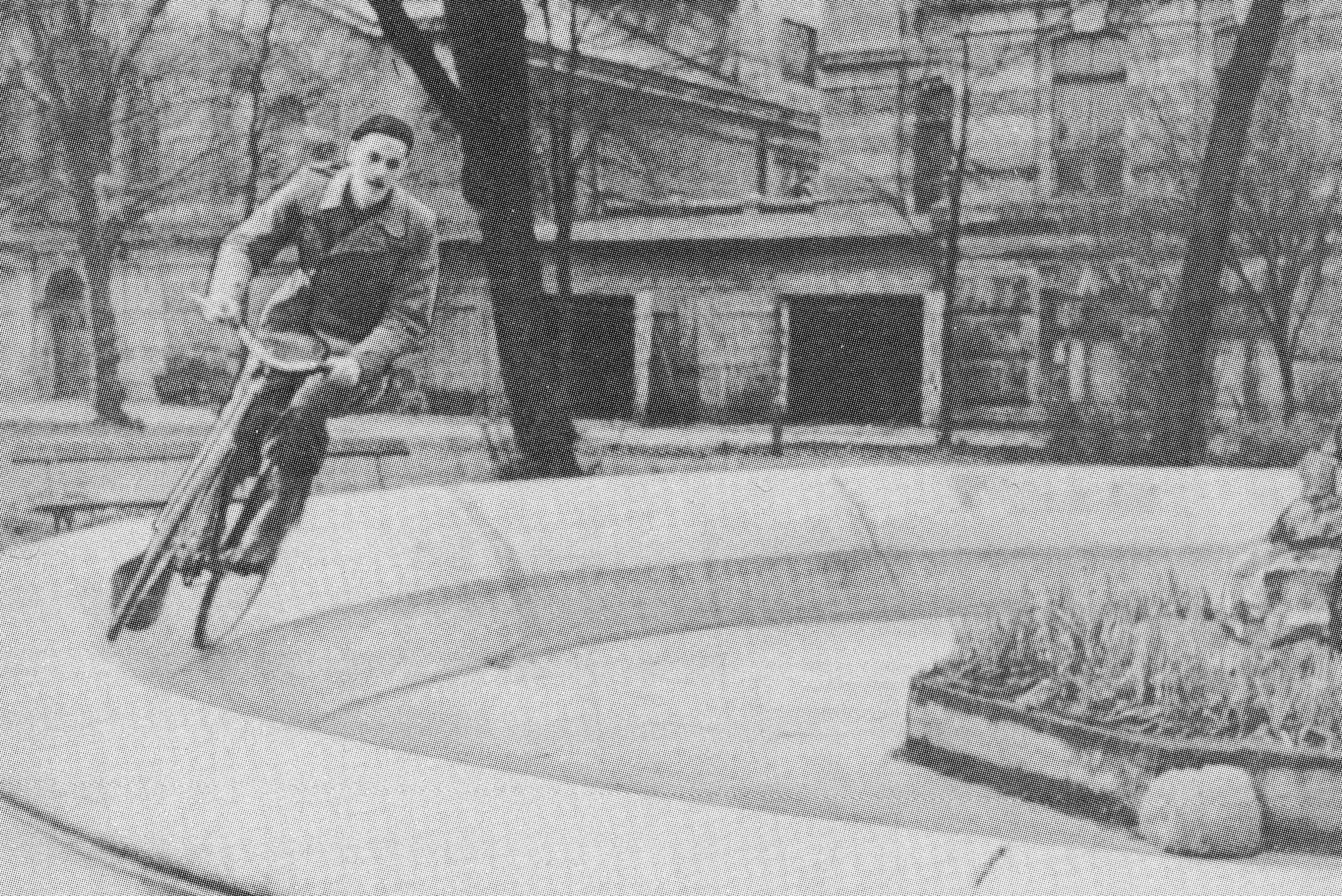
Dawidowski jeżdżący na rowerze po obrzeżu fontanny znajdującej się na terenie głównego kampusu Politechniki Warszawskiej

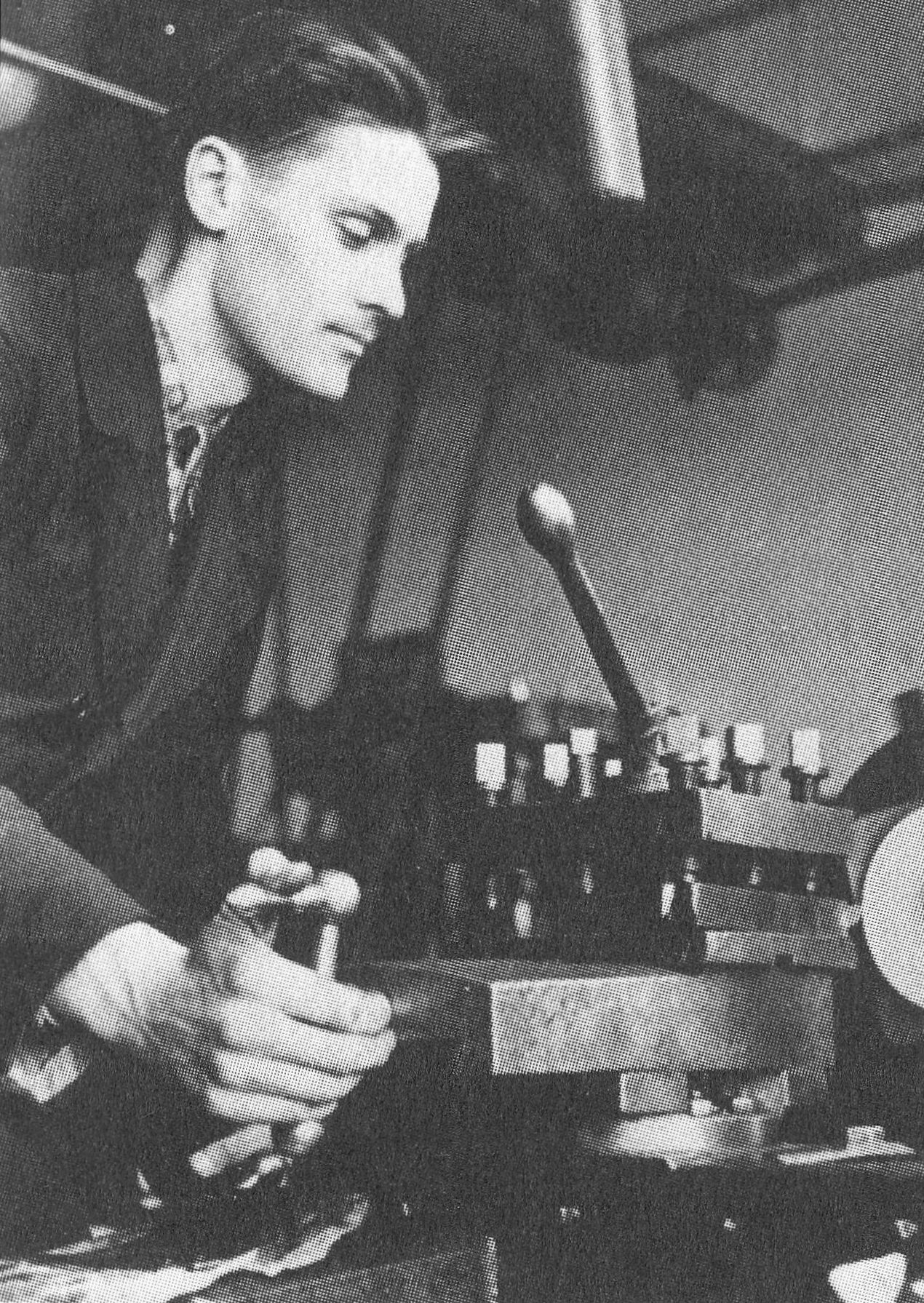
W czasie zajęć w Państwowej Szkole Budowy Maszyn

Maciej Aleksy Dawidowski, ps. „Alek”, „Glizda”, „Kopernicki”, „Koziorożec” (ur. 3 listopada 1920 w Drohobyczu, zm. 30 marca 1943 w Warszawie) – polski instruktor harcerski, podharcmistrz, członek Szarych Szeregów i Grup Szturmowych, jeden z bohaterów książki Aleksandra Kamińskiego Kamienie na szaniec.

## Życiorys
Urodził się 3 listopada 1920 w Drohobyczu jako syn inżyniera technologa Aleksego Dawidowskiego i inżynier chemik Janiny z Sagatowskich. W 1929 jego ojciec podjął pracę na stanowisku dyrektora administracyjnego w Państwowej Fabryce Karabinów przy ul. Dworskiej 29/31 (obecnie ul. Kasprzaka) na warszawskiej Woli. Rodzina Dawidowskich zamieszkała najpierw w Piasecznie, a następnie w mieszkaniu służbowym ojca znajdującym się przy fabryce.
Uczęszczał do koedukacyjnej Prywatnej Szkoły Powszechnej Zofii Szadebergowej przy ul. Hożej 48. W 1932 rozpoczął naukę w męskim Państwowym Gimnazjum im. Stefana Batorego przy ul. Myśliwieckiej 6. W 1937, po ukończeniu gimnazjum, w tej samej szkole rozpoczął naukę w dwuletnim liceum ogólnokształcącym. Wraz m.in. z Janem Bytnarem (z którym siedział w jednej ławce), Tadeuszem Zawadzkim, Janem Wuttkem i Andrzejem Zawadowskim uczył się w klasie matematyczno-fizycznej. W maju 1939 zdał w „Batorym” maturę.
W 1933 dołączył do 23 Warszawskiej Drużyny Harcerzy im. Bolesława Chrobrego (23 WDH), od koloru chust nazywanej „Pomarańczarnią”. Był członkiem zastępu „Jeleni” w III plutonie prowadzonym przez Stanisława Prowansa. W lipcu 1935 uczestniczył w Jubileuszowym Zlocie ZHP w Spale. Po utworzeniu w 1936 Gniazda 23 WDH, przekształconego w 1938 w Szczep 23 WDH, został członkiem jednego z czterech specjalistycznych zastępów („krótkofalarskiego“) w drużynie starszych harcerzy i uzyskał stopień ćwika.
Używał wyłącznie swego drugiego imienia. Był wysokim, szczupłym blondynem. Wyróżniał się dużą sprawnością fizyczną – grał w koszykówkę, doskonale pływał, uzyskiwał wysokie wyniki w zawodach lekkoatletycznych.
Po wybuchu II wojny światowej, w pierwszych dniach września 1939, rodzina Dawidowskich przeniosła się na krótko z ul. Dworskiej do mieszkania należącego do zaprzyjaźnionej z nimi Marii Krügerowej przy ul. Marszałkowskiej 120. Na Wolę powrócili po kapitulacji miasta.
7 września 1939, po radiowym apelu Romana Umiastowskiego, Dawidowski opuścił Warszawę wraz z grupą starszych harcerzy 23 WDH w składzie Batalionu Harcerskiego, dowodzonego przez komendanta Szczepu „Pomarańczarnia” harcmistrza Lechosława Domańskiego „Zeusa”. Wrócił do zajętej przez Niemców stolicy na początku października.

## Konspiracja

### PLAN, Szare Szeregi i „Wawer”
Jesienią 1939 Niemcy aresztowali jego ojca, który został rozstrzelany pod koniec roku, prawdopodobnie w jednej z egzekucji w ogrodach sejmowych.
Po aresztowaniu ojca wraz z matką i młodszą siostrą Marią (Marylą) wyprowadził się z mieszkania przy ul. Dworskiej i zamieszkał w domu Spółdzielni Budowlano-Mieszkaniowej Pracowników Umysłowych Państwowej Wytwórni Uzbrojenia przy ul. Mickiewicza 18 na Żoliborzu.
Od października do grudnia 1939 był członkiem lewicowej organizacji PLAN i uczestnikiem jej akcji małego sabotażu. Po wycofaniu się z PLAN-u, od początku 1940 do czerwca tego roku wraz z kolegami z 23 WDH działał jako łącznik w komórce więziennej Związku Walki Zbrojnej (ZWZ), kierowanej przez Kazimierza Gorzkowskiego, utrzymującej łączność między konspiracją wojskową a więzieniami warszawskimi: Pawiakiem i Aresztem Centralnym przy ul. Daniłowiczowskiej 7. W czerwcu 1940 wykonując polecenie ZWZ ustalił, że samochody ciężarowe wywożące więźniów z Pawiaka kierują się do lasów w pobliżu wsi Palmiry, skąd słychać było salwy karabinowe.
Aby pomóc matce, pracował dorywczo, m.in. szkląc okna i jeżdżąc rikszą.
We wrześniu 1940 rozpoczął naukę w Państwowej Szkole Budowy Maszyn, dawnej Państwowej Wyższej Szkole Budowy Maszyn i Elektrotechniki im. H. Wawelberga i S. Rotwanda, na której uruchomienie (oficjalnie była to dwuletnia średnia szkoła techniczna) wydały zgodę niemieckie władze okupacyjne.
W marcu 1941 z grupą przyjaciół z 23 WDH, wstąpił do Szarych Szeregów Chorągwi Warszawskiej (Ul „Wisła”). Uczestniczył w działaniach Organizacji Małego Sabotażu „Wawer”, do której wraz z całym Okręgiem „Południe” Chorągwi Warszawskiej wszedł jego hufiec. Po wykonaniu zadań próbnych przyrzeczenie szaroszeregowe i następnie „wawerskie” złożył wraz  kilkoma kolegami przed Stefanem Mirowskim wiosną 1941, w mieszkaniu Zawadzkich w tzw. domu profesorskim przy ul. Koszykowej 75 na terenie Politechniki Warszawskiej. Po objęciu latem 1942 dowództwa hufca „Mokotów Górny” (Rój MG) przez Tadeusza Zawadzkiego „Zośkę”, został drużynowym drużyny MG 100.
Był jednym z najaktywniejszych członków „Wawra”, wykazując się w czasie przeprowadzanych akcji dużym zaangażowaniem, pomysłowością i odwagą. Celował m.in. w zarzucaniu polskich flag na druty tramwajowe, skąd Niemcom szczególnie trudno było je zdjąć (konieczne było sprowadzanie wagonów naprawczych lub wozów strażackich z drabinami). Zerwał także wielką hitlerowską flagę z gmachu PKO przy ul. Marszałkowskiej 134. Największy rozgłos przyniosło mu jednak zdjęcie 11 lutego 1942 niemieckiej tablicy z monumentu Mikołaja Kopernika i związane z tym dalsze działania, które zastępca komendanta głównego „Wawra” Czesław Michalski nazwał „wojną pomników”.

### Usunięcie niemieckiej tablicy z pomnika Kopernika

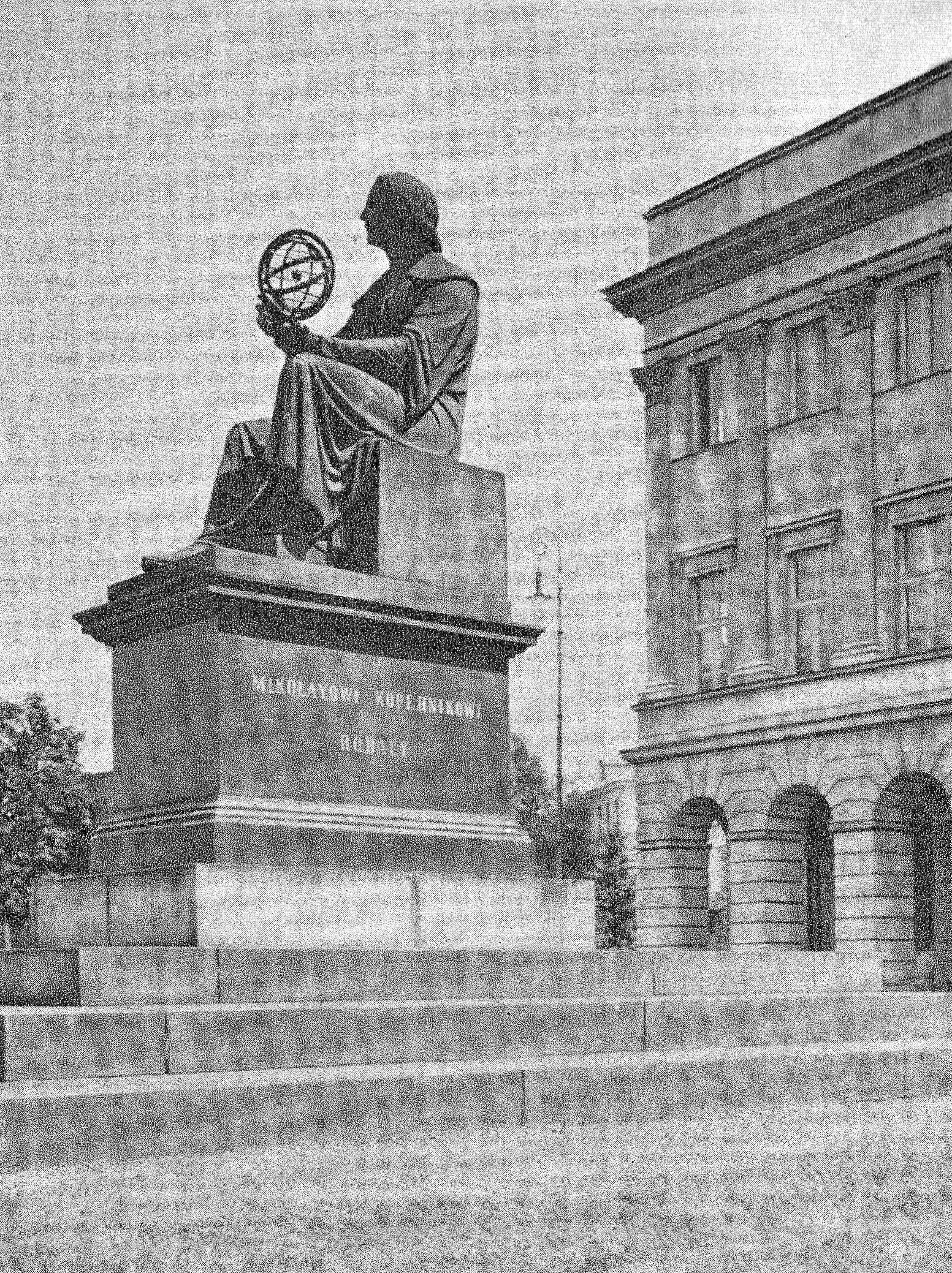
Pomnik Mikołaja Kopernika, miejsce najsłynniejszej „wawerskiej” akcji Dawidowskiego. W 1940 widoczny na fotografii napis MIKOŁAYOWI KOPERNIKOWI RODACY został zasłonięty tablicą z napisem w języku niemieckim DEM GROSSEN ASTRONOMEN NIKOLAUS KOPERNIKUS

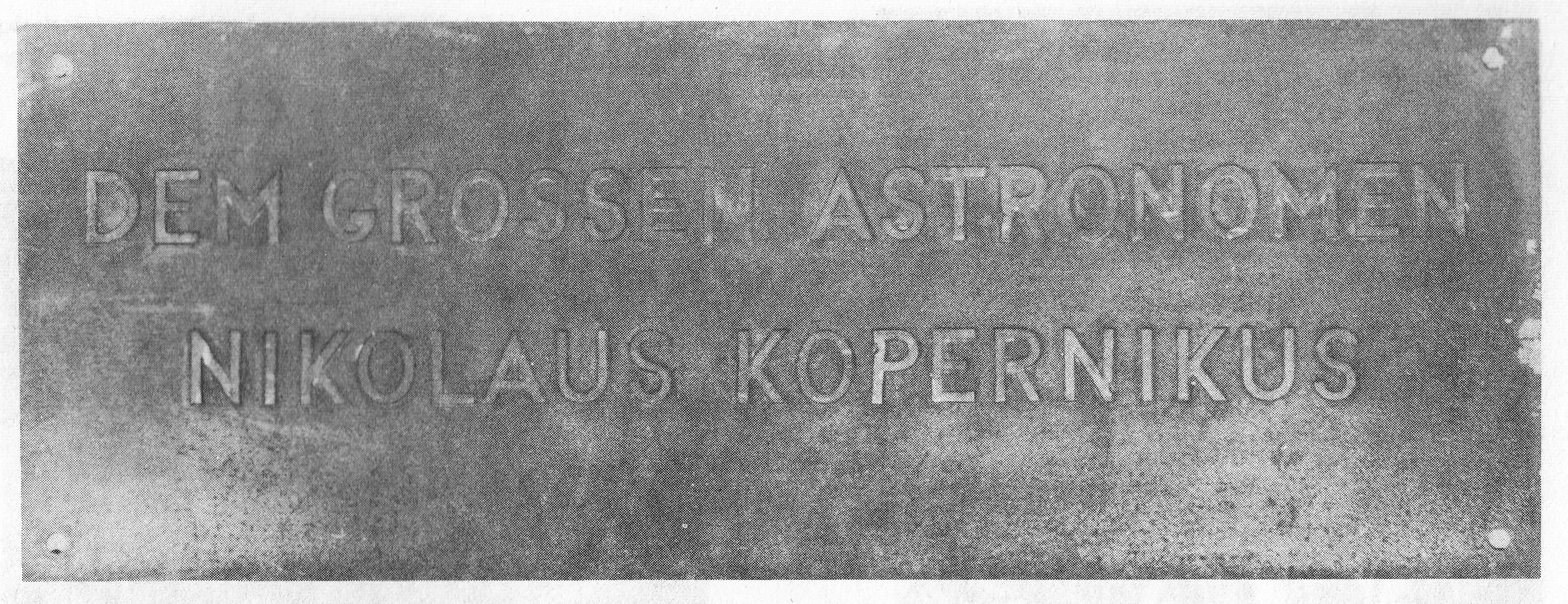
Powojenne zdjęcie tablicy

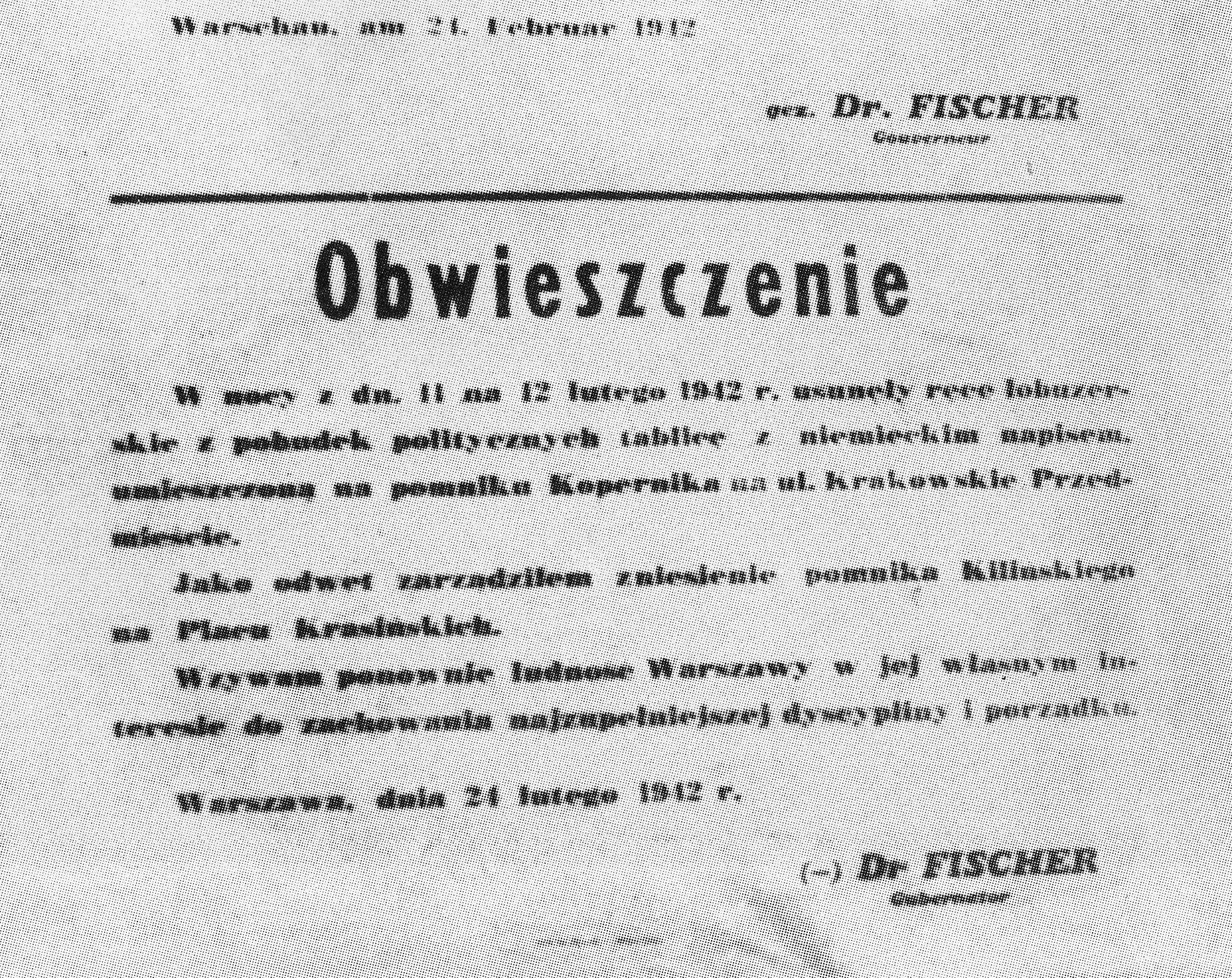
Polskojęzyczna część obwieszczenia gubernatora Ludwiga Fischera z 24 lutego 1942 o demontażu pomnika Jana Kilińskiego w odwecie za zdjęcie tablicy z pomnika Kopernika

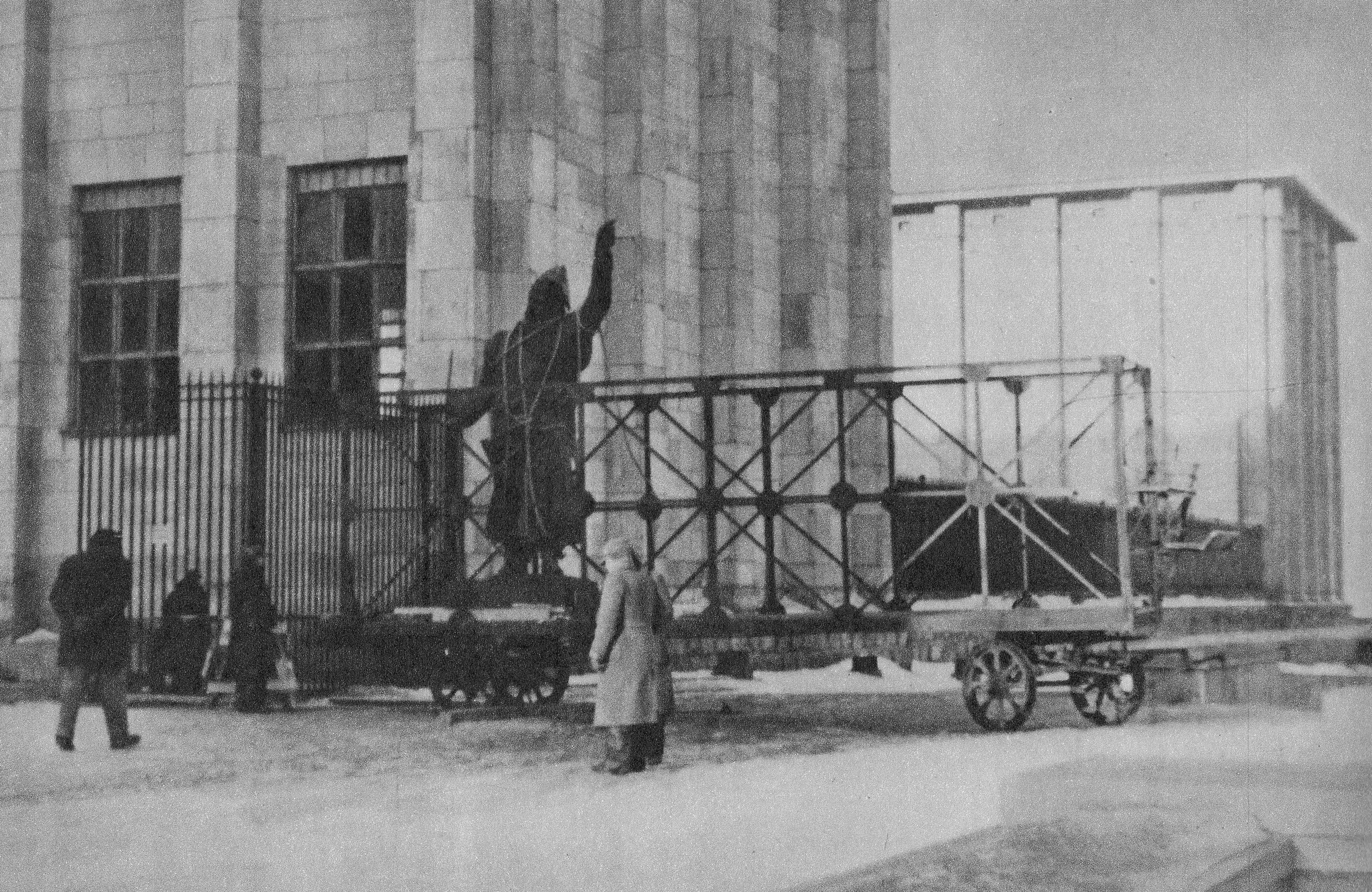
Posąg Jana Kilińskiego przywieziony z placu Krasińskich na teren Muzeum Narodowego

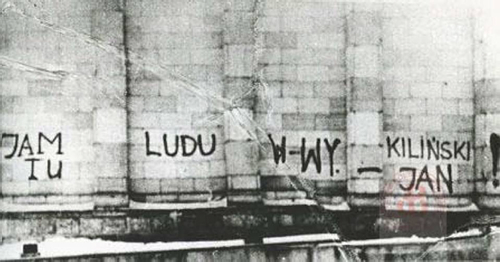
Napis na murze Muzeum Narodowego namalowany przez Dawidowskiego

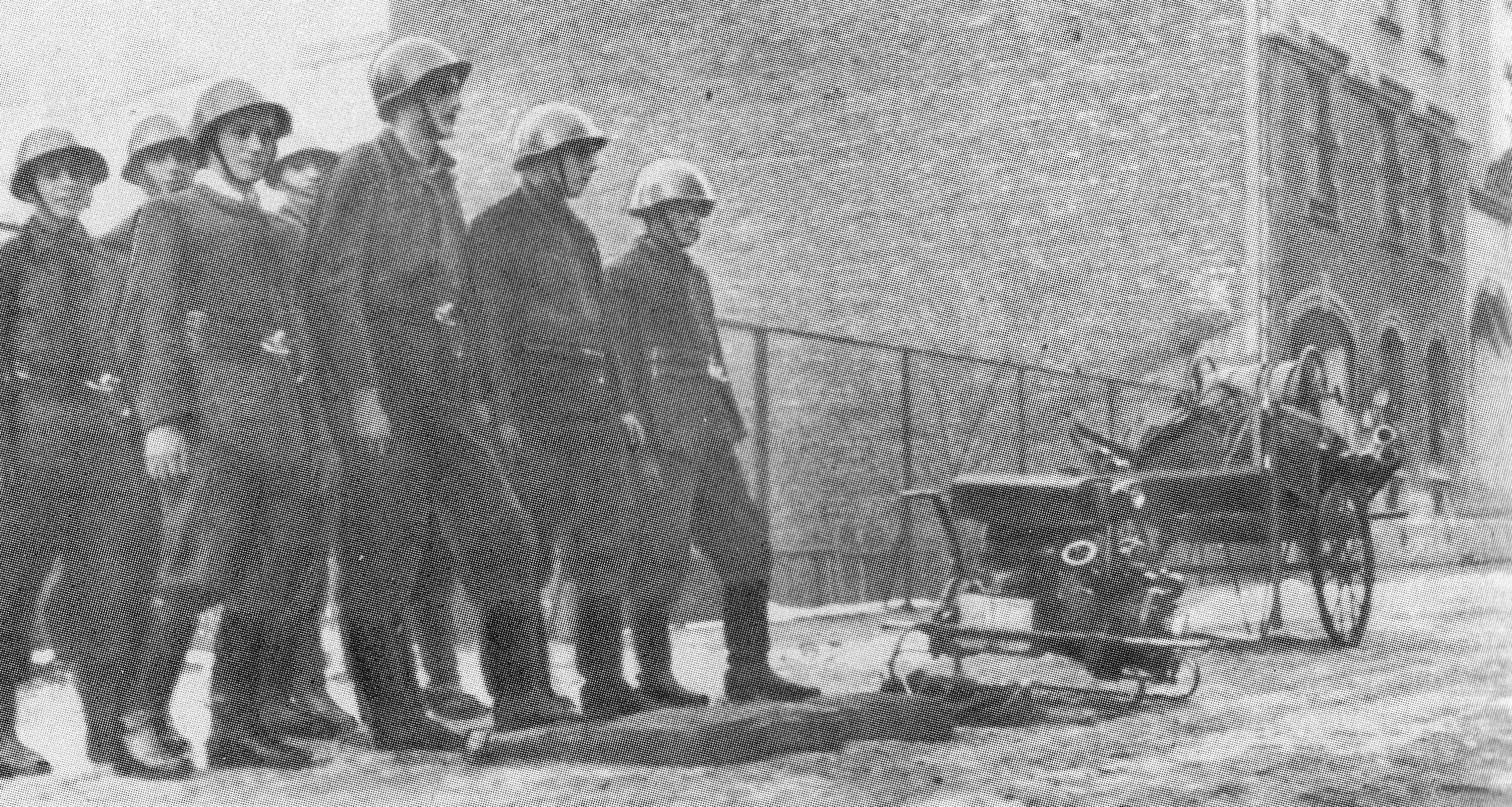
„Alek” (drugi od lewej w pierwszym szeregu) podczas zbiórki drużyny przemysłowej straży pożarnej fabryki słodyczy Fuchsa przy ul. Topiel 12

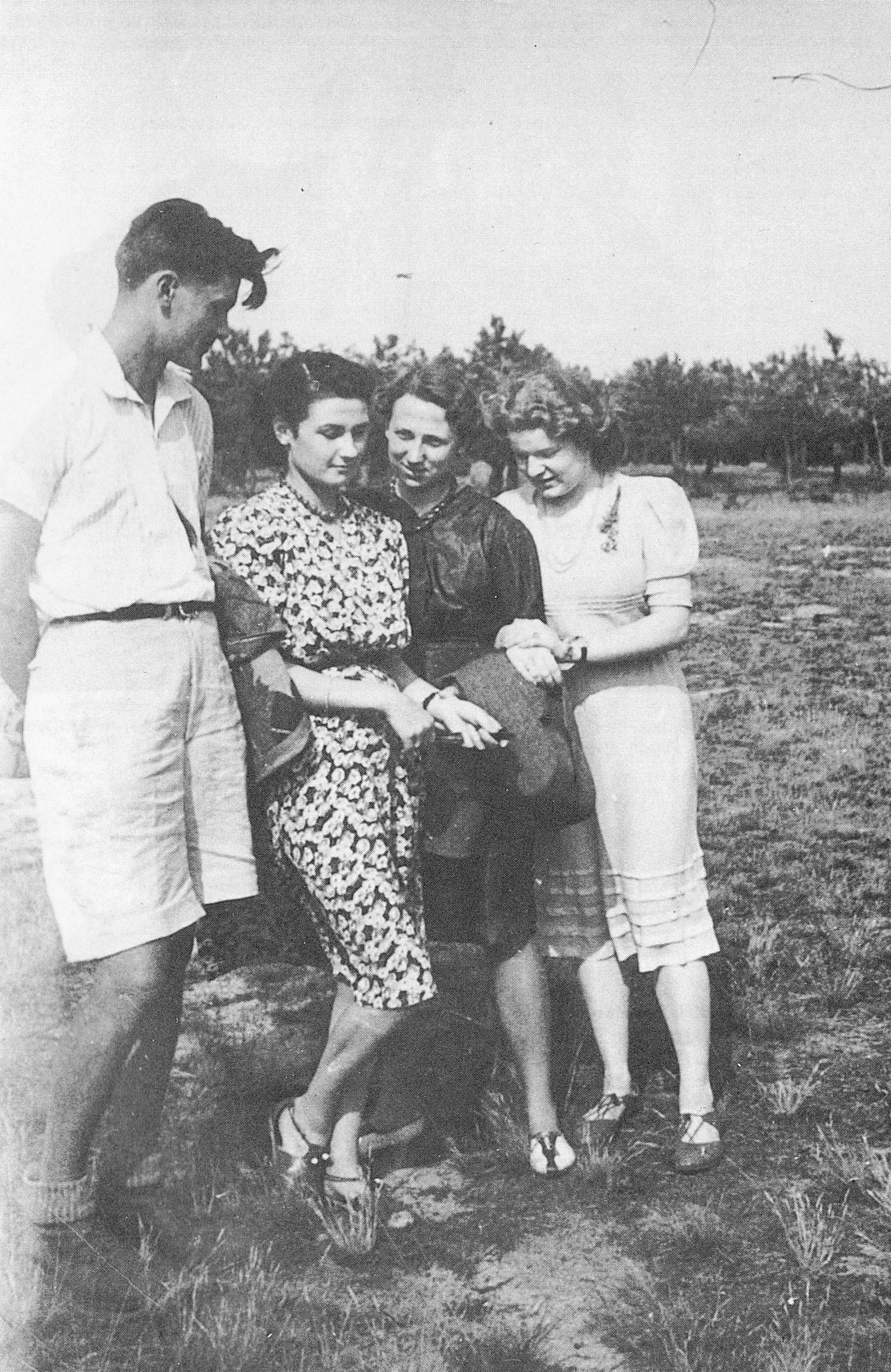
Ze swoją dziewczyną Barbarą Sapińską (obok) oraz Danutą Zdanowiczówną i Anną Pyrzykowską w majątku Olesinek koło Góry Kalwarii

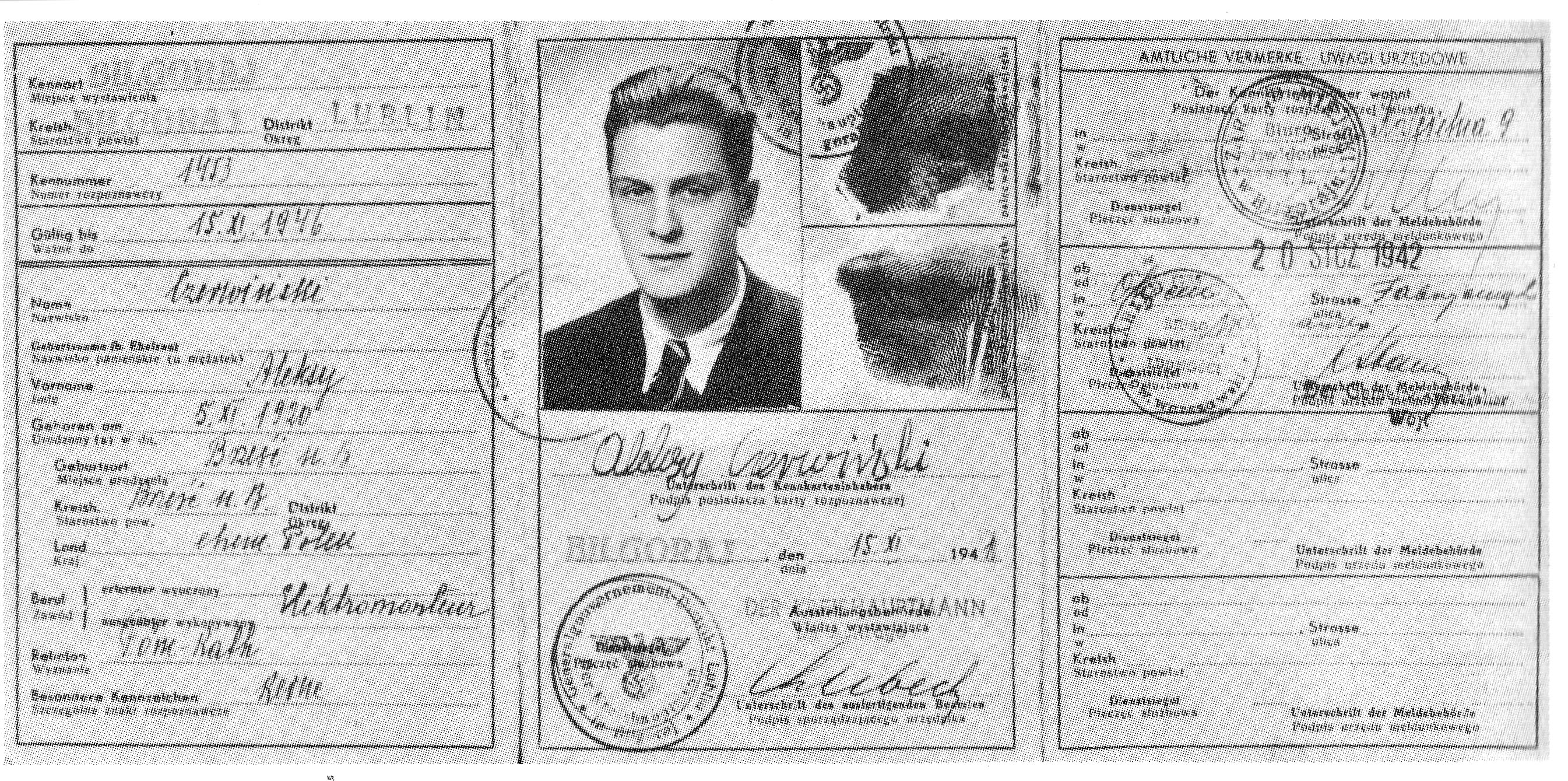
Fałszywa kenkarta na nazwisko Aleksego Czerwińskiego, pod którym po akcji pod Arsenałem został przyjęty do Szpitala Dzieciątka Jezus, a później pochowany na cmentarzu Powązkowskim

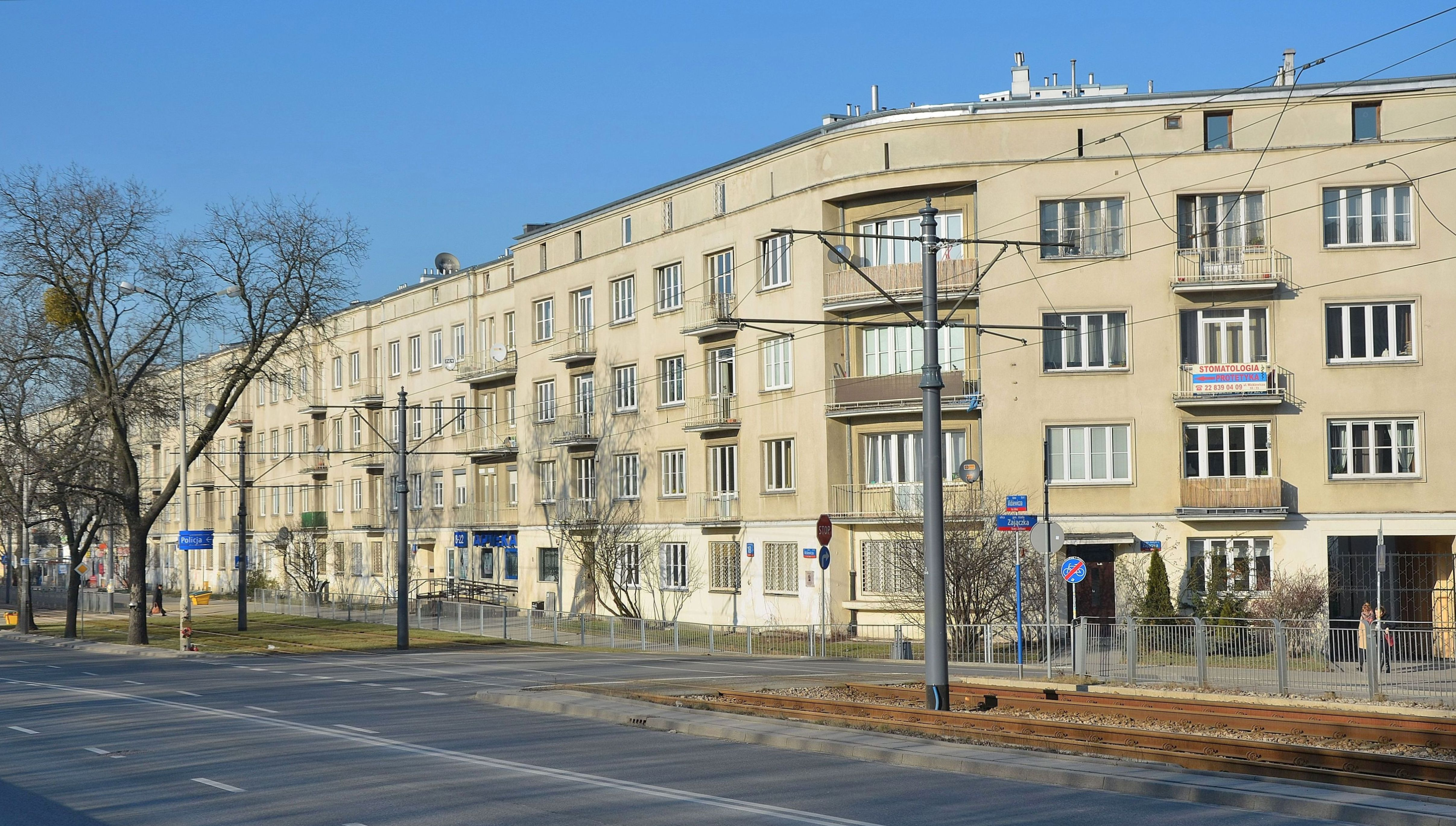
Kamienica przy ul. Mickiewicza 18, w której w latach 1939–1942 mieszkał razem z matką i siostrą

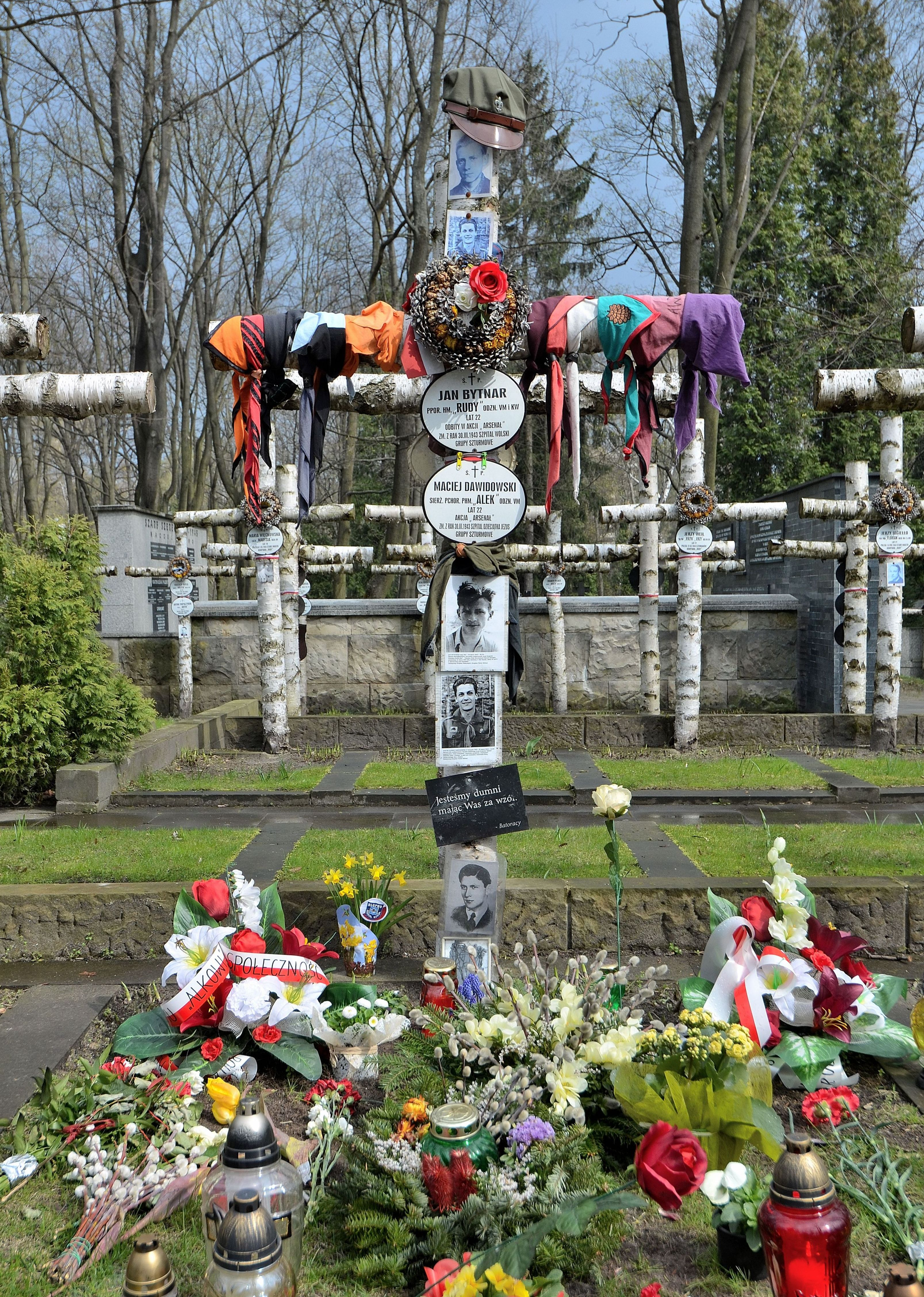
Wspólny grób Aleksego Dawidowskiego i Jana Bytnara w kwaterze batalionu „Zośka” na warszawskim cmentarzu Wojskowym na Powązkach

W 1940 na polecenie władz niemieckich zasłonięto napisy wyryte na cokole pomnika Mikołaja Kopernika. Na napisie znajdującym się od strony ul. Kopernika NICOLAO COPERNICO GRATA PATRIA umieszczono tablicę z napisem po łacinie STA SOL NE MOVEARE, natomiast napis MIKOŁAYOWI KOPERNIKOWI RODACY (od strony pałacu Zamoyskich) zasłonięto tablicą w języku niemieckim DEM GROSSEN ASTRONOMEN NIKOLAUS KOPERNIKUS (Wielkiemu astronomowi Mikołajowi Kopernikowi). Pomimo neutralnej treści tablicy, była odbierana jako akt germanizacji astronoma.
Dawidowski postanowił usunąć niemieckojęzyczną tablicę i odsłonić polski napis w dniu 19 lutego 1942 (dzień urodzin Kopernika). Przez kilka dni krążył wokół pomnika, rozważając różne warianty planu działania. Z uwagi na ożywiony ruch uliczny w tym punkcie miasta, planował przeprowadzenie akcji wcześnie rano, kiedy było jeszcze ciemno.
11 lutego 1942 ok. 6.00 rano pojawił się pod monumentem. Było bardzo mroźno, temperatura wynosiła ok. -20 stopni Celsjusza. Chcąc sprawdzić, jak mocno są zaciśnięte śruby mocujące, Dawidowski wszedł na cokół. Tam stwierdził, że można je odkręcić gołymi rękoma. Było to efektem celowego posmarowania śrub towotem przez pracownika zarządu miasta rzeźbiarza Maksymiliana Potrawiaka podczas montażu tablicy w 1940. W tej sytuacji „Alek” postanowił zrealizować swój plan natychmiast. Działając bez ubezpieczenia (kilkadziesiąt metrów od pomnika, w kamienicy przy ul. Krakowskie Przedmieście 1, znajdowała się siedziba Miejskiej Komendy Policji z wystawionym zewnętrznym posterunkiem), „Alek” ostrożnie odkręcił śruby i tablica z hukiem zsunęła się po kamiennych stopniach pomnika. Przechodzący ulicą przechodnie nie zwrócili uwagi na podejrzany hałas, a granatowy policjant prawdopodobnie schronił się przed mrozem wewnątrz budynku. Dawidowski przeciągnął blisko stukilogramową tablicę na róg ulicy Oboźnej i Krakowskiego Przedmieścia, gdzie ukrył ją w pryzmie śniegu. Dwa dni później tablica została przewieziona przez niego, Jana Rossmana i Andrzeja Makólskiego na sankach na Żoliborz. Ukryto ją w piwnicy Dawidowskich przy ul. Mickiewicza 18, a w czerwcu 1942 przewieziono do ogrodu rodziny Rossmanów przy ul. Józefa Sułkowskiego 45 i tam zakopano. Jedną z czterech śrub, którą do cokołu była przymocowana tablica, „Alek” podarował Barbarze Sapińskiej.
Za zdjęcie niemieckiej tablicy Dawidowski otrzymał od Komendanta Głównego „Wawra” Aleksandra Kamińskiego honorowy pseudonim wawerski „Kopernicki”. Jednocześnie został ukarany za przeprowadzenie akcji bez zgody dowództwa.
Tydzień po zdjęciu tablicy na rozkaz Niemców z cokołu skuto polskie napisy. Po zakończeniu pracy przez polskich kamieniarzy Dawidowski namalował czarną farbą na wypolerowanej powierzchni cokołu napis Mikołayowi Kopernikowi – Rodacy. Napis usunięto dwa dni później, a monument zaczął być obserwowany przez niemieckich agentów. Polski napis pojawił się na nim po raz drugi w Wielką Sobotę 4 kwietnia. Ostatecznie 29 kwietnia 1942 na monumencie umieszczono nową tablicę o tej samej co poprzednia treści – DEM GROSSEN ASTRONOMEN NICOLAUS KOPERNIKUS.
W odwecie za wyczyn Dawidowskiego, Niemcy polecili zniszczyć pomnik Jana Kilińskiego, znajdujący się na placu Krasińskich. Dzięki zabiegom Stanisława Lorentza udało się jednak uzyskać ich zgodę na demontaż monumentu i zdeponowanie go w podziemiach Muzeum Narodowego. 24 lutego w Warszawie rozplakatowano obwieszczenie podpisane przez gubernatora dystryktu Ludwiga Fischera informujące, że w odwecie za „usunięcie przez ręce łobuzerskie z pobudek politycznych” tablicy z niemieckim napisem z pomnika Kopernika, będzie usunięty pomnik Jana Kilińskiego. Gubernator wezwał jednocześnie ludność Warszawy do „zachowania najzupełniejszej dyscypliny i porządku”. Obwieszczenie Fischera nadało akcji Dawidowskiego duży rozgłos i spowodowało, że na Krakowskim Przedmieściu pojawili się licznie mieszkańcy miasta, aby na miejscu zapoznać się z sytuacją.
Po ukazaniu się obwieszczenia Dawidowski zaczął obserwować prace rozbiórkowe pomnika Kilińskiego na placu Krasińskich. Zlecenie zdjęcia posągu i umieszczonej na cokole płaskorzeźby oraz przewiezienia ich we wskazane miejsce otrzymała firma transportowa „Bartos i Jankowski”. Dowiedziawszy się od robotników, że nie są pracownikami Zarządu Miejskiego i zostali wynajęci do wykonania tej pracy bez podawania nazwisk i adresów, Dawidowski zaproponował im odkupienie posągu za dwa „górale”, tj. kwotę 1000 złotych. Pewni swego osobistego bezpieczeństwa przystali oni na tę propozycję, uznając ją za świetny kawał zrobiony Niemcom. Transakcja nie doszła jednak do skutku, gdyż jeszcze przed wpłaceniem kilkuset złotych zaliczki na plac Krasińskich przyjechała ciężarówka przysłana po pomnik, w której obok kierowcy siedział niemiecki policjant. Dawidowski otrzymał od robotników tylko szablę Kilińskiego, którą zdołali ukryć w czasie załadunku posągu.
Dawidowski pobiegł za ciężarówką, starając się nie tracić jej z oczu aż do końca jej trasy, którym okazał się gmach Muzeum Narodowego. Tam wyładowano posąg. Jeszcze tego samego wieczoru „Alek” wykonał czarną farbą na murach muzeum dużymi literami napis Jam tu. Ludu W-wy. Kiliński Jan! Z uwagi na trwałość farby, ślady usuniętego na rozkaz Niemców napisu były jeszcze widoczne przez dłuższy czas. Dawidowski umieścił także na cokole pomnika Kopernika plakat o treści: W odwet za zniszczenie pomnika Kilińskiego zarządzam przedłużenie zimy o 6 tygodni. (-) Mikołaj Kopernik astronom. Nalepki o takiej samej treści pojawiły się także na obwieszczeniach Fischera. Żart okazał się proroczy – w 1942 zima przeciągnęła się aż do kwietnia.
Wcześniej, podczas próby sfotografowania pomnika po zdjęciu tablicy, Dawidowskiego zatrzymał niemiecki żandarm. Niemiec nie aresztował go, jednak wylegitymował i odebrał aparat fotograficzny. Po tym wydarzeniu „Alek” otrzymał rozkaz bezzwłocznego opuszczenia miasta. Wyjechał do Chybic, a później – do września 1942 – ukrywał się w majątku Olesinek koło Góry Kalwarii. Był poszukiwany – w mieszkaniu Dawidowskich pojawiło się Gestapo. Niemcy wrócili w listopadzie, co zakończyło się aresztowaniem jego matki.
Wyjazd z Warszawy spowodował przerwanie nauki w Państwowej Szkole Budowy Maszyn.

### Grupy Szturmowe
Po powrocie do Warszawy we wrześniu 1942 ukrywał się. Mieszkał m.in. w mieszkaniu swojej dziewczyny Barbary Sapińskiej przy ul. Grottgera 23 m. 7 oraz przy ul. Natolińskiej. Od września 1942 do początku 1943 pracował w straży przemysłowej fabryki słodyczy Fuchsa przy ul. Topiel 12.
Po podporządkowaniu w listopadzie 1942 Grup Szturmowych (GS) Kedywowi jako Oddziału Specjalnego „Jerzy”, w dowodzonym przez Jana Bytnara „Rudego” hufcu „Południe” (w terminologii Kedywu hufiec był plutonem SAD – od słów „sabotaż” i „dywersja”), Dawidowski objął dowodzenie 1. drużyny (kryptonim SAD–100). Był on jednocześnie zastępcą Bytnara. Uczestniczył w kilku akcjach rozbrajania Niemców.
W listopadzie 1942 w mieszkaniu przy ul. Mickiewicza 18 Niemcy aresztowali jego matkę. W czasie rewizji znaleziono przy niej egzemplarz „Biuletynu Informacyjnego”. Janina Dawidowska została przewieziona na Pawiak, skąd trafiła do obozu koncentracyjnego na Majdanku, a następnie do Ravensbrück. Załamany Dawidowski przez pierwszy miesiąc po aresztowaniu matki mieszkał u Bytnarów w al. Niepodległości 159 na Mokotowie. Rozważał dobrowolne oddanie się w ręce Gestapo w zamian za zwolnienie matki.
W 1942 po odbyciu kursu podharcmistrzowskiego (tzw. szkoła za lasem) został mianowany podharcmistrzem (pseudonim instruktorski „Koziorożec”). W styczniu 1943 został elewem Zastępczego Kursu Szkoły Podchorążych Rezerwy Piechoty zorganizowanego przez Kedyw, którego nie zdążył ukończyć. 17 stycznia 1943 został zatrzymany przez Niemców podczas ulicznej łapanki. Uratował się, wyskakując z samochodu, którym był przewożony razem z innymi zatrzymanymi.
2 lutego 1943 brał udział w ewakuacji materiałów z mieszkania rodziny Błońskich przy ul. Brackiej 23. Po aresztowaniu „Rudego”, od 24 marca 1943 pełnił obowiązki komendanta plutonu SAD.

### Akcja pod Arsenałem
Podczas akcji pod Arsenałem (26 marca 1943), zorganizowanej w celu odbicia Jana Bytnara „Rudego”, dowodził sekcją „Granaty” w grupie „Atak”. Ubezpieczając teren akcji od strony północnej, postrzelił idącego w towarzystwie kobiety ulicą Nalewki oficera SS.
W czasie odskoku w kierunku Starego Miasta został ciężko ranny w brzuch podczas starcia z Niemcami z warszawskiej centrali Arbeitsamtu (Urzędu Pracy) mieszczącej się w pałacu Pod Czterema Wiatrami przy ulicy Długiej 38/40. Został ewakuowany zatrzymanym niemieckim samochodem. W pościg za autem ruszyła ciężarówka Wehrmachtu, która zablokowała ulicę Długą przy placu Krasińskich. „Alek” przez uchylone drzwi rzucił w kierunku Niemców granat, co umożliwiło bezpieczny odwrót. Na własną prośbę zamiast do sanitariatu zorganizowanego dla potrzeb akcji przy ul. Ursynowskiej 46 na Mokotowie został przewieziony do mieszkania swego przyjaciela Andrzeja Zawadowskiego przy alei Wojska Polskiego 3 m.1 na Żoliborzu.
Rana postrzałowa brzucha okazała się bardzo poważna i wymagała natychmiastowej interwencji chirurgicznej. Dawidowski został przewieziony do Szpitala Dzieciątka Jezus przy ul. Nowogrodzkiej. Rannym opiekował się dr Andrzej Trojanowski, odwiedzali go także koledzy i przyjaciele. Jego stan bardzo szybko się pogarszał, podczas operacji konieczne było wycięcie 6 metrów jelit. Zmarł w szpitalu 30 marca. Tego samego dnia w Szpitalu Wolskim przy ul. Płockiej 26 zmarł także Jan Bytnar „Rudy”.
Maciej Aleksy Dawidowski został pochowany pod przybranym nazwiskiem Aleksego Czerwińskiego na cmentarzu Powązkowskim w grobie rodzinnym Zdanowiczów. Po wojnie jego ciało ekshumowano i przeniesiono do grobu Jana Bytnara w kwaterze Harcerskiego Batalionu Armii Krajowej „Zośka” (A-20-6-25) na cmentarzu Wojskowym na Powązkach. Ponowny pogrzeb odbył się 4 kwietnia 1946.

## Ordery i odznaczenia
- Za bohaterską postawę wobec wroga i śmierć na posterunku rozkazem Komendanta Sił Zbrojnych w Kraju gen. Stefana Roweckiego „Grota” z 3 maja 1943 został pośmiertnie odznaczony Krzyżem Srebrnym Orderu Virtuti Militari i mianowany sierżantem podchorążym[50]. Był pierwszym harcerzem Szarych Szeregów, któremu nadano to najwyższe polskie odznaczenie wojskowe[61].
- W 2011 został odznaczony pośmiertnie Krzyżem Komandorskim z Gwiazdą Orderu Odrodzenia Polski[69].

## Upamiętnienie
- We wrześniu 1943 pseudonimem Dawidowskiego („Alek”) nazwano II pluton 2. kompanii „Rudy” batalionu „Zośka”[61].
- Jego imieniem nazwano kilka drużyn harcerskich w całej Polsce[70].
- W styczniu 2007 nazwę Alka Dawidowskiego (w nazwie znalazło się zdrobnienie jego imienia, będące jednocześnie pseudonimem) nadano ulicy w warszawskiej dzielnicy Śródmieście[71].
- 27 września 2017, w ramach obchodów 50. rocznicy nadania Hufcowi ZHP Warszawa-Mokotów imienia Szarych Szeregów, przy pomniku Mikołaja Kopernika (od strony ul. Nowy Świat) została wmurowana tablica upamiętniająca usunięcie w 1942 z monumentu przez Aleksego Dawidowskiego niemieckiej tablicy[72][73].

## W kulturze masowej
- Maciej Aleksy Dawidowski jest jednym z głównych bohaterów powieści Aleksandra Kamińskiego Kamienie na szaniec. W wydanej po raz pierwszy w lipcu 1943 książce autor zastąpił jego prawdziwy pseudonim pseudonimem „Wojtek”[74].
- W filmie Jana Łomnickiego Akcja pod Arsenałem (1977) rolę Dawidowskiego zagrał Ryszard Gajewski[70], w Oni szli Szarymi Szeregami Mariusza Malca (2010) Maciej Zacharzewski[75], a w Kamieniach na szaniec Roberta Glińskiego (2014) – Kamil Szeptycki[76].

## Inne informacje
- W 1948 Jan Rossman przekazał tablicę z pomnika Kopernika do Muzeum Historycznego m. st. Warszawy[36]. W latach 90. była ona prezentowana w wielu miastach Polski jako jeden z eksponatów na wystawie Barbary Wachowicz Kamyk na szańcu[77].
- Dzięki umieszczeniu w marcu 1942 posągu Jana Kilińskiego w gmachu Muzeum Narodowego okazał się być on jednym z nielicznych warszawskich pomników, które przetrwały wojnę[78][79]. Brakująca szabla została uzupełniona w 1946 przez warszawską firmę „Bracia Łopieńscy”[80].